# Agabus punctatus
Agabus punctatus là một loài bọ cánh cứng trong họ Bọ nước. Loài này được F.E.Melsheimer miêu tả khoa học năm 1844.